# فوگلمارا
فوگلمارا (  Fågelmara) یک منطقه مسکونی است که در بخش کالسکرونا شهرستان بلکینگه در کشور سوئد واقع شده است. جمعیت فوگلمارا در پایان سال ۲۰۱۰ بالغ بر ۳۷۴ نفر بوده است.